# Малый Акем
Малый Акем — река в России, протекает по Усть-Канскому и Шебалинскому районам Республики Алтай. Длина реки составляет 10 км. Левый приток Шиверты.
Начинается к востоку от горы Кабан. Течёт через лиственничный лес в юго-восточном направлении. Устье реки находится в 6 км от устья Шиверты, на высоте 1142,6 метра над уровнем моря. Основной приток — река Малая Агайры, впадает слева.

## Данные водного реестра
По данным государственного водного реестра России относится к Верхнеобскому бассейновому округу, водохозяйственный участок реки — Обь от слияния рек Бия и Катунь до города Барнаул, без реки Алей, речной подбассейн реки — бассейны притоков (Верхней) Оби до впадения Томи. Речной бассейн реки — (Верхняя) Обь до впадения Иртыша. Код водного объекта — 13010200312115100007866.